# 아고스티노 보가토
아고스티노 보가토(Agostino Borgato, 1871년 6월 30일 ~ 1939년 3월 14일)는 이탈리아 왕국의 배우, 영화 감독이다.
베네치아에서 태어났으며 할리우드에서 사망하였다. 할리우드 포에버 공동묘지에 매장되었다.

## 영화
- 메이타임 (1937년)
- 더 파이어플라이 (1937년)
- 로이드의 런던 (1936년)
- 로즈 마리 (1936년)
- 명랑한 사기 (1935년)
- 쿠바인의 러브송 (1931년)
- 말타의 매(영어판) (1931년)
- 어 레이디스 모랄스 (1930년)
- 어 우먼 오브 어페어스 (1928년)
- 키키 (1926년)